# Israelitische Gartenbauschule Ahlem
Die Israelitische Gartenbauschule Ahlem war eine 1893 als „Israelitische Erziehungsanstalt zu Ahlem bei Hannover“ gegründete jüdische Schule in Ahlem bei Hannover. Sie diente der jüdischen Bevölkerung als überregionale, internatsmäßige Bildungseinrichtung für Gartenbau und Handwerksberufe. Gründer war der hannoversche Bankier Alexander Moritz Simon. 1919 wurde die Einrichtung in „Israelitische Gartenbauschule Ahlem“ umbenannt. In der Zeit des Nationalsozialismus wurden Gebäude auf dem Gelände als Judenhaus und Dienststelle sowie Gefängnis der Gestapo genutzt. Heute gehört das Gelände der Landwirtschaftskammer Niedersachsen und ist Sitz der Justus-von-Liebig-Berufsschule. Außerdem ist es als Gedenkstätte Ahlem eine zentrale Mahn- und Gedenkstätte der Region Hannover.

## Vorgeschichte

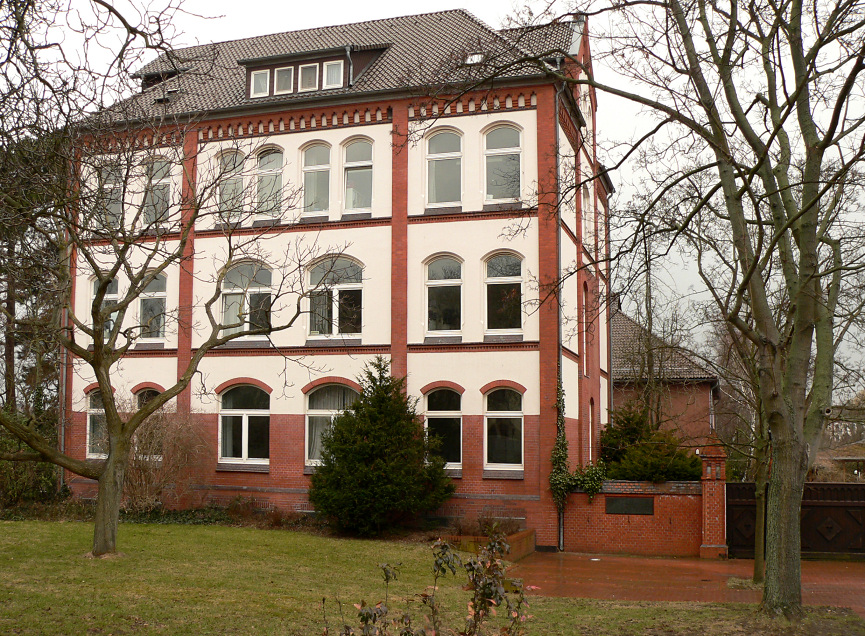
Ehemaliges Direktorenhaus an der Straßenfront, rechts das Eingangstor mit Mahnmal

Zum Ende des 19. Jahrhunderts wanderten Tausende von Juden aus Osteuropa ins Deutsche Reich ein. Sie lebten in den Städten meist in Armenvierteln oder in ärmlichen Verhältnissen. In Hannover stieg die Personenzahl binnen eines Jahrhunderts von 500 um das Zehnfache auf etwa 5000 Menschen jüdischen Glaubens zu Beginn des 20. Jahrhunderts. Der wohlhabende jüdische Bankier Alexander Moritz Simon bemühte sich seit den 1880ern um eine Verbesserung der wirtschaftlichen und sozialen Lage seiner Glaubensgenossen in Hannover – nach seinem Motto: „Nicht durch Almosen, sondern durch Erziehung zur Arbeit kann unseren armen Glaubensgenossen geholfen werden.“ In einer von ihm gestifteten Schule in Hannover in der Ohestraße begann er mit praktischem Unterricht. Der von ihm 1884 gegründete Verein zur Förderung des Gartenbau- und Handfertigungsunterrichts in Jüdischen Volksschulen erreichte seine Ziele jedoch nicht.

## Israelitische Erziehungsanstalt (1893–1919)
Im Herbst 1884 erwarb Alexander Moritz Simon bei Hannover im damals noch selbständigen Dorf Ahlem in der Heisterbergallee 8 ein 18 ha großes Grundstück und begann mit dem Aufbau einer Gartenbauschule. Neun Jahre später, am 2. Juni 1893, wurde sie unter dem Namen Israelitische-Erziehungs-Anstalt zu Ahlem bei Hannover eröffnet. Von 1896 bis 1930 war Albert Silberberg der Direktor der Schule, die für 150 Schüler ausgelegt war. Zur Verbesserung ihrer sozialen Lage konnten hier jüdische Schüler praktisch-gewerbliche Berufe erlernen, die ihnen traditionell verwehrt waren („Umschichtung“). Während der Ausbildung waren die Schüler auf dem Gelände internatsmäßig untergebracht.

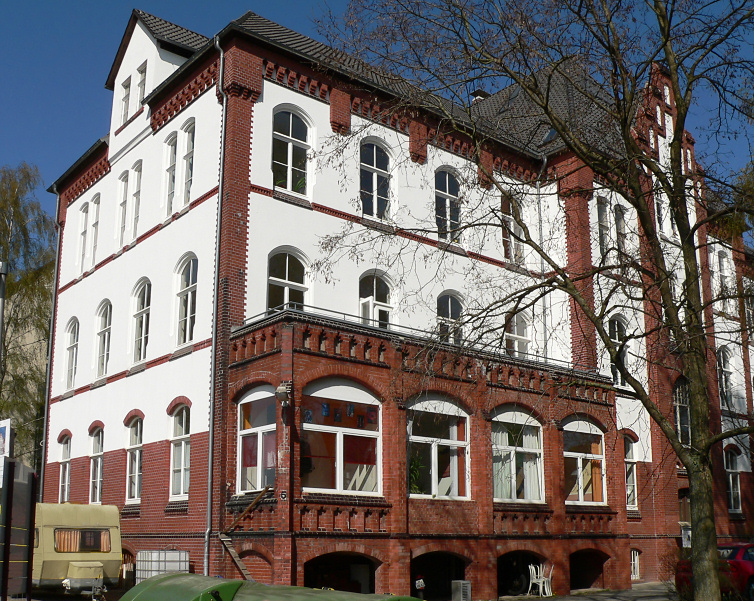
Das um 1900 erbaute Mädchenhaus

Es entstand eine Reihe von Gebäuden auf dem Gelände, wie das Direktorenhaus, das Schusterhaus, das Mädchenhaus, ein Gebäude „Laubhütte“ und weitere Wirtschaftsgebäude sowie Gewächshäuser. Die Gründung des Mädchenhauses wurde finanziell auch von der zur B’nai B’rith gehörenden U.O.B.B. Zion-Loge XV. No. 360 aus Hannover unterstützt.
Auf dem Gelände der Einrichtung wurden Felder und Beete sowie eine Baumschule und Obstplantagen angelegt. Die Gärtnerei der Schule umfasste die Bereiche Gemüse (für Märkte in Hannover), Plantage (mit Obstbäumen) und Landwirtschaft (Hackfrüchte, Getreide). Vermittelt wurden anfangs die Bereiche Gartenbau, Landwirtschaft und Handwerk (Schuster, Bäcker, Schneider, Tischler, Klempner, Elektriker) für männliche Jugendliche. Später kam der Hauswirtschaftsbereich für Mädchen hinzu. Die dreijährige Ausbildung zum Gehilfen endete für die Schüler mit einer Prüfung vor der Landwirtschaftskammer.
Unter den Ausbildern wurden einige später sehr bekannt: Julius Höxter arbeitete von 1893 bis 1896 als Lehrer und Erzieher in der Anstalt; Heinrich Zeininger war von 1898 bis 1902 Garteninspektor der Plantage.

## Israelitische Gartenbauschule (1919–1942)
1919 wurde die Schule in „Israelitische Gartenbauschule Ahlem“ umbenannt. An der Leitung beteiligte sich Manfred Berliner. Ein bekannter Schüler und späterer Lehrer (1927–28) war Martin Gerson, ein deutscher Vorkämpfer für die Hachschara.

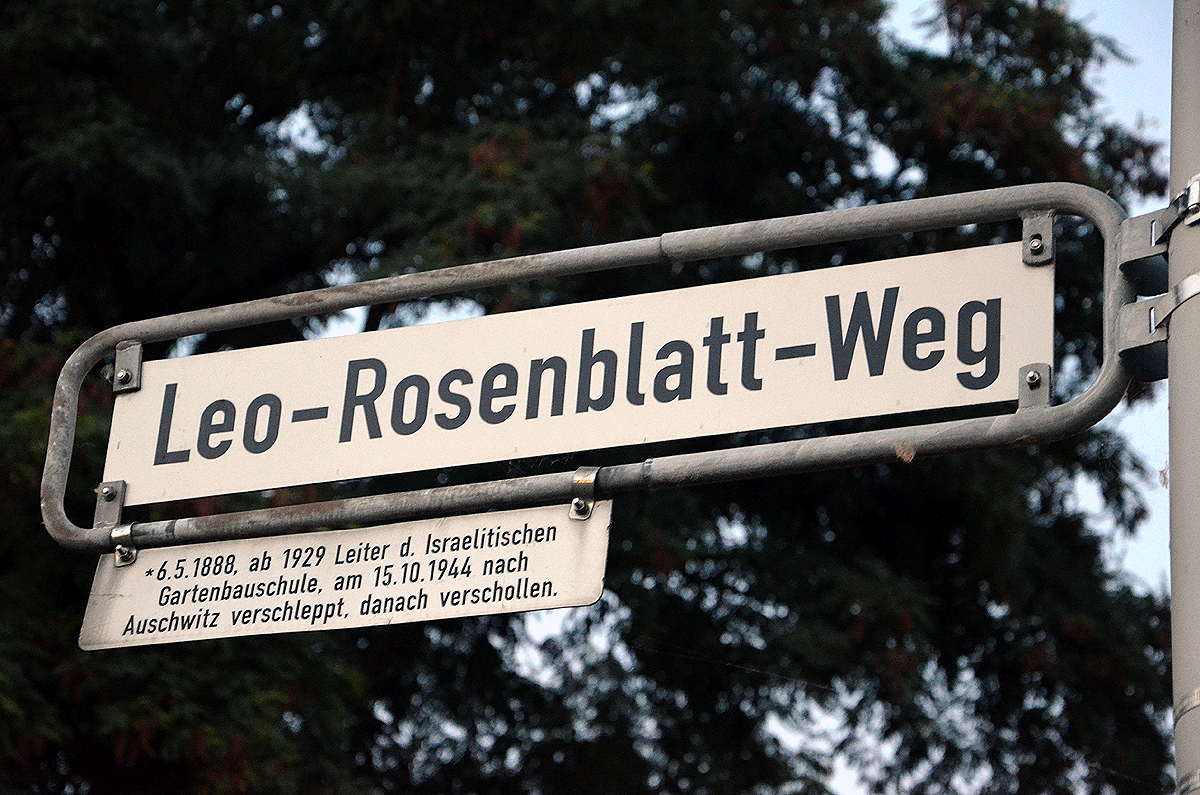
Straßenschild in Ahlem mit Legende zu Leo Rosenblatt

Ab 1929 leitete Leo Rosenblatt die Gartenbauschule, Vorsitzender im Kuratorium war der Sanitätsrat Leo Catzenstein.
Unmittelbar nach der Machtergreifung 1933 durch die Nationalsozialisten stieg die Zahl der Aufnahmegesuche enorm an. Für die knapp 100 Ausbildungsplätze jährlich gab es 1935 über 500 Anmeldungen. Seit 1933 war die Ausbildung hauptsächlich auf die Auswanderung nach Palästina ausgerichtet. Die abgelegene Schule war in der Zeit des Nationalsozialismus ein verhältnismäßig sicherer Rückzugsort für jüdische Jugendliche. Seitens der Nationalsozialisten wurde die Israelitische Gartenbauschule bis zu ihrem Verbot 1942 aus zwei Gründen geduldet: Sie lag weit ab der Besiedlung und sie bereitete die Schüler auf ihre Auswanderung aus Deutschland vor. Viele Schulabsolventen wanderten nach Palästina (dem späteren Staat Israel) aus. Dort gründeten sie Gärtnereien und leisteten Entwicklungsarbeit. Dabei bildeten viele ehemalige Schüler die ansässige Bevölkerung in der Landwirtschaft sowie im Garten- und Landschaftsbau aus. Auch waren Schüler aus Hannover an der Planung und Gründung von neuen Siedlungen beteiligt.
Die Schule hatte eine überregionale und internationale Bedeutung, da die Schüler aus ganz Deutschland, Osteuropa, in Einzelfällen auch aus Palästina kamen. Insgesamt haben in den fast 50 Jahren, in denen die Schule bestand, etwa 2000 Jungen und Mädchen eine Ausbildung erhalten.
Die Gartenbauschule war Eigentümerin einer Bronzeskulptur Läufer am Ziel von Alexander Oppler.

## Judenhaus und zentrale Sammelstelle (1941–1945)

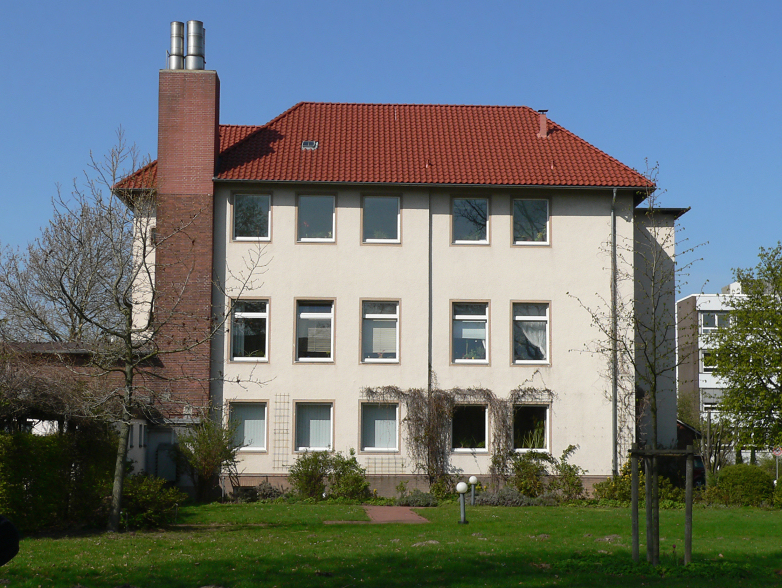
Schulgebäude von 1897, später Judenhaus

Beim Novemberpogrom 1938 wurde die Synagoge Hannover in Brand gesteckt, und rund 120 Geschäfte sowie Wohnungen jüdischer Bürger wurden zerstört. Die außerhalb der Stadt und isoliert von der Bebauung des Dorfes Ahlem liegende Gartenbauschule überstand die Übergriffe unbeschadet. Der Schulbetrieb lief weiter und wurde erst 1942 eingestellt, als im gesamten Deutschen Reich jüdische Schulen geschlossen wurden. Am 3. und 4. September 1941 wurden im Rahmen der „Aktion Lauterbacher“ die jüdischen Familien in Hannover in 15 Judenhäuser eingewiesen, eines davon befand sich auf dem Gelände der Gartenbauschule. Von Dezember 1941 bis Januar 1944 verließen acht Transporte mit insgesamt rund 2200 jüdischen Kindern, Frauen und Männern Hannover in Richtung der östlichen Konzentrations- und Vernichtungslager. Das Schulgelände in Ahlem fungierte dabei als zentrale Sammelstelle von Juden in den Regierungsbezirken Hannover und Hildesheim. Der erste Transport brachte 1001 Menschen nach Riga. Vor dem Transport waren sie über Tage in Gewächshäusern zusammengepfercht. Der Abtransport erfolgte über den Bahnhof Linden-Fischerhof. Insgesamt wurden 2174 Juden, darunter 277 Ahlemer, in die Ghettos Riga, Warschau, Theresienstadt und das KZ Auschwitz deportiert. In dem Judenhaus auf dem Gelände der Gartenbauschule überlebten die letzten 27 jüdischen Bürger Hannovers den Krieg bis zum Einmarsch amerikanischer Truppen am 10. April 1945. Es handelte sich um in Mischehe lebende Personen.

## Gestapo-Dienststelle und -gefängnis (1943–1945)

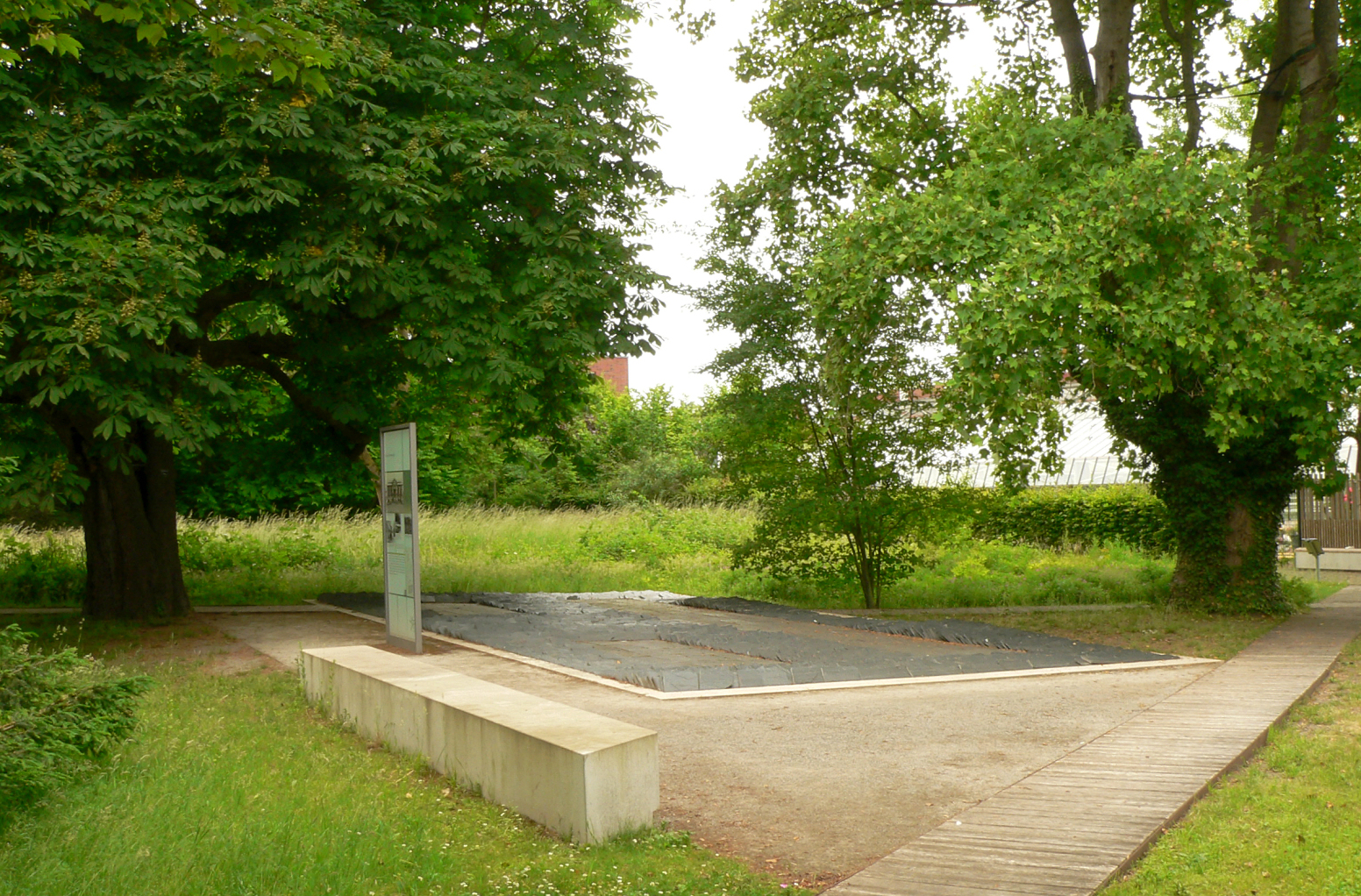
Grundfläche der einstigen Laubhütte, von der Gestapo zur Hinrichtungsstätte umfunktioniert

Infolge der Ausbombung der Gestapodienststelle durch die Luftangriffe auf Hannover 1943 wurden im Direktorenhaus und im benachbarten Internatsgebäude eine Dienststelle sowie ein Gefängnis der Gestapo eingerichtet, mit zeitweise bis zu 1.200 inhaftierten Personen. Überwiegend handelte es sich um ausländische Zwangsarbeiter und Kriegsgefangene, die wegen Verfehlungen eingeliefert wurden. In der Endphase des Zweiten Weltkriegs richtete die Gestapo Inhaftierte in der „Laubhütte“ der Gartenbauschule durch Hängen hin. Nachgewiesen sind Hinrichtungen an 86 Zwangsarbeitern aus Italien, Polen und der Sowjetunion. Den Erinnerungen des Gefängnisleiters nach, eines später verurteilten SS-Angehörigen, sollen es insgesamt um 400 Personen gewesen sein.
Nach dem Attentat vom 20. Juli 1944 wurden in Hannover etwa 90 Personen in Schutzhaft genommen und im Gestapo-Gefängnis in Ahlem inhaftiert. Es handelte sich überwiegend um Politiker der SPD und der KPD, darunter Kurt Schumacher, Karl Wiechert und Richard Borowski.
Kurz vor der Einnahme Hannovers am 10. April 1945 verbrannten Angehörige der Gestapo-Dienststelle belastendes Material, unter anderem zu den Hinrichtungen, in der Laubhütte der Gartenbauschule. Davon zeugen noch heute Brandnarben an einer benachbarten Kastanie. Diese Kastanie und die anderen Bäume um die ehemalige Laubhütte sind seit 1989 ein Naturdenkmal. Am 6. April begingen Angehörige der Gestapo-Dienststelle ein Verbrechen der Endphase. Sie trieben Gefangene der Gartenbauschule, vorwiegend sowjetische Kriegsgefangene und Zwangsarbeiter, auf den Seelhorster Friedhof in Hannover, wo sie 154 Menschen töteten.

## Heutige Nutzung

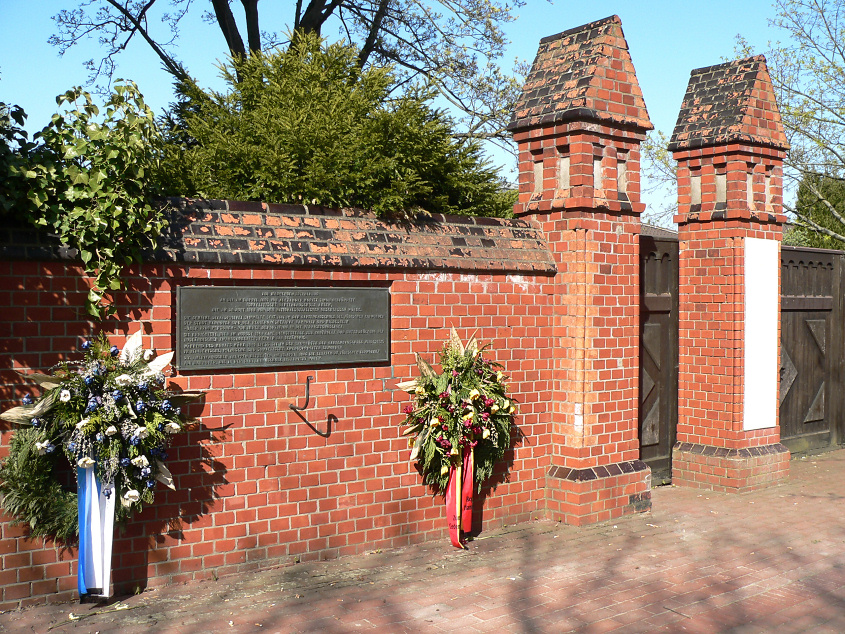
Mahnmal mit Inschrift und Kränzen am alten Eingangstor neben dem ehemaligen Direktorenhaus

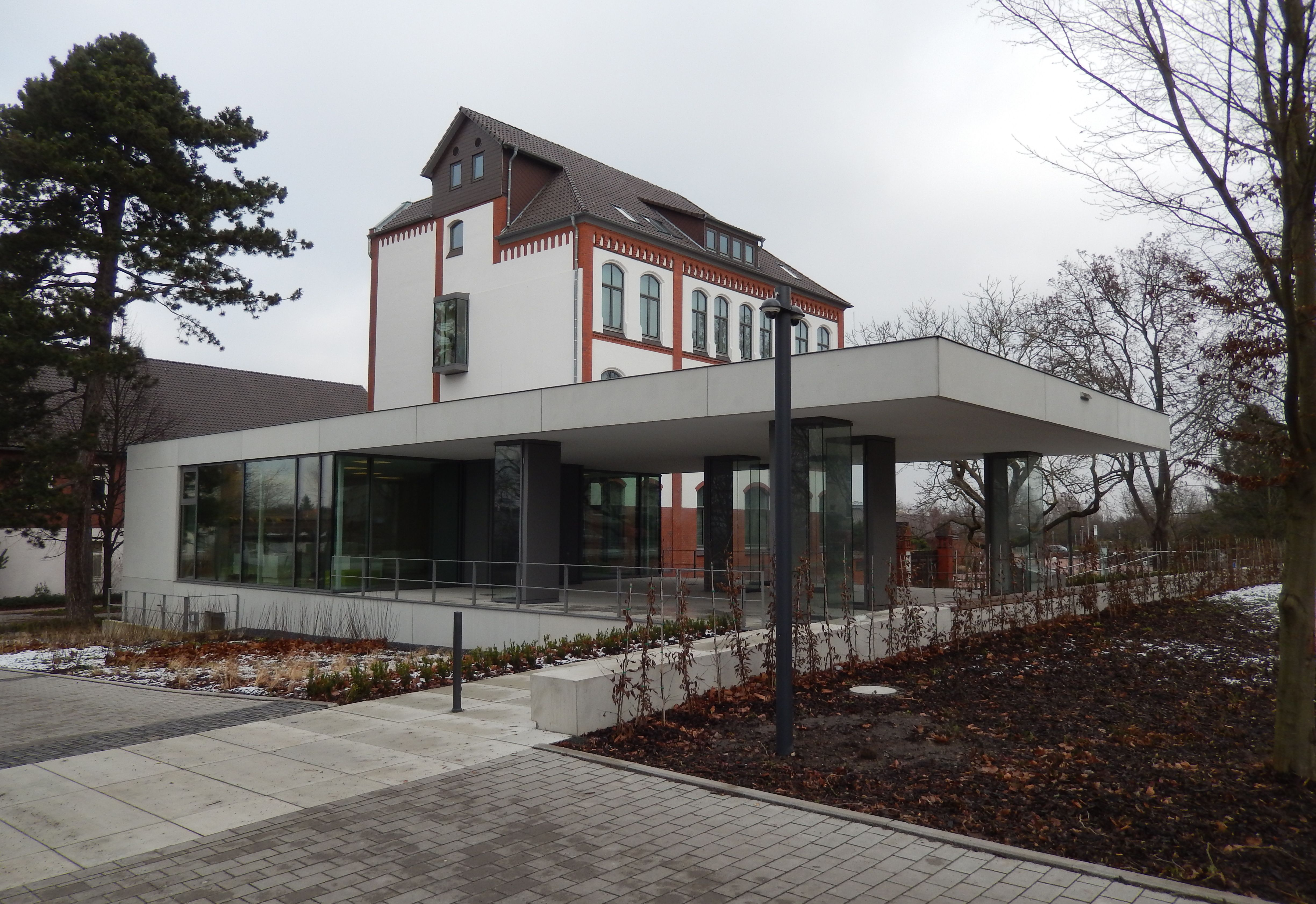
Gedenkstätte Ahlem, 2015

Nach dem Zweiten Weltkrieg gab es auf dem Gelände mehrere bauliche Veränderungen. Das Schusterhaus am Eingang sowie ein Nebengebäude des Direktorenhauses wurden abgerissen. Das Eingangstor wurde von der Straßenfront neben das Direktorenhaus zurückversetzt.
Das Grundstück der Gartenbauschule wurde ab 1945 vom Land Niedersachsen verwaltet, da die Eigentumsrechte gesperrt waren. 1952 wurde das Grundstück an die Jewish Trust Corporation übergeben, die es 1955 an die Landwirtschaftskammer Niedersachsen für die heutige Nutzung durch die Lehr- und Versuchsanstalt für Gartenbau Ahlem veräußerte.

### Gedenkstätte Ahlem
1987 richtete der Landkreis Hannover im ehemaligen Direktorenhaus und auf dem Außengelände der Gartenbauschule eine Mahn- und Gedenkstätte ein. Nach dem Aufgehen des Landkreises in die Region Hannover 2001 wechselte die Trägerschaft zu diesem Kommunalverband. Die Einrichtung ist die zentrale Gedenkstätte für die Region Hannover. Dort wird die Geschichte der Gartenbauschule sowie die der Einwohner jüdischen Glaubens der Stadt Hannover und des ehemaligen Landkreises dargestellt. Die Ausstellung in der Gedenkstätte wurde in den Jahren 2012 bis 2014 neu konzipiert und gestaltet. Ebenso wurde das Gebäude umgestaltet und umgebaut. Ein Raum der Einrichtung ist nach Martin Gerson benannt. In der Gedenkstätte befindet sich eine Dokumentation über das in der Nähe gelegene KZ-Außenlager Hannover-Ahlem.

### Justus-von-Liebig-Schule
Die nach Justus von Liebig benannte Schule wurde Ende der 1980er Jahre auf einem Teil des Geländes der Gartenbauschule erbaut. Es handelt sich um eine Berufsbildende Schule, die am Standort Ahlem Ausbildungen im Bereich Floristik, Gartenbau, Landwirtschaft und Tierpflege anbietet.

### Haus der Hoffnung Ahlem
Das Mädchenhaus wurde 2003 von der christlichen Drogentherapieeinrichtung Neues Land gekauft. Als Haus der Hoffnung wurde es zu einem Nachsorgehaus ausgebaut. Darin befinden sich ein öffentliches Café (Café Jerusalem) und ein Raum der Erinnerung, der die Geschichte der Gartenbauschule und speziell des Hauses erzählt, außerdem ist die Arbeit von return – Fachstelle für exzessiven Medienkonsum im Haus der Hoffnung untergebracht.

## Schriften
- Die Ziele der Simon'schen Stiftung, Hannover: Gebrüder Jänecke, 1907